# Загаї
Загаї́ — село в Україні, у Луцькому районі Волинської області. Входить до складу Городищенської сільської громади. Населення становить 126 осіб.

## Географія
Село розташоване на лівому березі річки Полонка.

## Населення
Згідно з переписом УРСР 1989 року чисельність наявного населення села становила 133 особи, з яких 58 чоловіків та 75 жінок.
За переписом населення України 2001 року в селі мешкало 126 осіб. 100 % населення вказало своєю рідною мовою українську мову.

## Історія
|                           | Шпрахи або Шприхи, Шпрахів, село, Луцький пов., 27 км. від Луцька, над р. Полонкою. В кінці 19 ст. було там 27 домів, 173 жителів. |
| — Олександр Цинкаловський | |

У 1906 році село Шпрахи Чаруківської волості Луцького повіту Волинської губернії. Відстань від повітового міста 23 верст, від волості 3. Дворів 20, мешканців 166.
До 27 квітня 2017 року село входило до складу Михлинської сільської ради Горохівського району Волинської області.
19 липня 2020 року в результаті адміністративно-територіальної реформи та ліквідації Горохівського району село увійшло до складу новоутвореного Луцького району.
Назва села походить від стилізованої назви місця його розташування. За гаєм є село, а люди, котрі в ньому проживають - загаї. А сам гай розташовувався, скоріш за все, в долині між сучасною північно-східною околицею села і селом Несвіч. Прибережна частина села здавна називалась Шпрахи. Навіть зараз північна і південна частини села (Загаї і Шпрахи відповідно) мають свої окремі кладовища. В Загаях є церква Святого Дмитрія Солунського ПЦУ сучасної побудови.

## Пам'ятки
Біля села розташована археологічна пам'ятка, багатошарове поселення від 1 століття до н. е. до 13 століття н. е. — Загаї.